# Софисти-поп
Софисти-поп (енгл. Sophisti-pop), или софистицирани поп (енгл. sophisticated pop), поджанр је поп музике. Израз је почео да се употребљава накнадно за музику која је настајала средином 1980-их у Великој Британији, а притом је садржала елементе џеза, соула и попа. Музику овог жанра одликују исполирани аранжмани, као и широка употреба синтесајзера и дувачких инструментата (посебно саксофона и хорни).

## Најпознатији извођачи

### Групе
- [2]
- [2]
- [1]
- [1]
- [3]
- [2]
- [2]
- [3]
- [3]
- [1]
- [1]
- [3]
- [1]
- [4]
- [1]
- [5]
- [1]
- [1]
- [1]
- [3]
- [1]
- [1]
- [3]

### Солисти
- Басја[1]
- Пол Велер[1]
- Џеси Вер[6]
- Брајан Фери[2]
- Џо Џексон[7]